# Makoto Kobayashi
Makoto Kobayashi (japanska: 小林誠?, Kobayashi Makoto), född 7 april 1944 i Nagoya, är en japansk fysiker känd för sitt arbete inom partikelfysiken med CP-brott. Hans artikel "CP Violation in the Renormalizable Theory of Weak Interaction" (1973) skriven tillsammans med Toshihide Masukawa var den tredje mest citerade partikelfysikstudien genom alla tider år 2007. Artikeln gav dem halva Nobelpriset i fysik 2008. Den andra hälften gick till Yoichiro Nambu.
Artikeln innehöll en förklaring av CP-brott inom ramarna för standardmodellen, som krävde att modellen måste utökas till tre kvarkfamiljer. Denna förutsägelse blev senare experimentellt bekräftad.
Kobayashi studerade vid Nagoyas universitet innan han 1979 började forska vid partikelacceleratorn KEK i Tsukuba, Ibaraki prefektur, Japan.